# 探險活寶 (第一季)
美國科學奇幻動畫劇集《探險活寶》第一季於2010年4月5日首播，並於2010年9月27日完結。故事背景設定在「蘑菇戰爭」結束約一千年後的哇賽秘境，主角是人類男孩阿寶和能夠自由伸縮變形的老皮，兩人是好友和養兄弟。第一季主要講述了兩人在哇賽秘境的探險，以及與泡泡糖公主、冰霸王、艾薇爾、腫泡泡公主和嗶莫等人之間發生的故事。
《探險活寶》最初只是一部独立短片，之後在網路爆紅，並在尼克卡通频道的《随机卡通》中播出。卡通頻道於2008年接手，計畫改編短片制作成完整的影集。首集〈殭屍入侵〉於2010年4月5日播出，獲得250萬觀眾的收視，遠超過卡通頻道前一年的收視數據。並於同年9月27日播出〈偷金怪〉完結該季。該季首播後很快獲得廣泛的好評，其中〈最愛的兩個人〉一集獲得電視界第62屆黄金時段艾美獎「最佳短篇動畫節目」的提名。
該季由卡通頻道工作室與弗雷德瑞特工作室共同制作，由賴瑞·萊奇力特擔任導演，亞當·穆托、伊莉莎白·伊托（Elizabeth Ito）、潘得頓·沃德、肖恩·希門尼斯（Sean Jimenez）、帕特里克·麥克海爾、路德·麥克勞林（Luther McLaurin）、阿爾緬·米爾扎延（Armen Mirzaian）、肯特·奥斯本、彼得·布朗加特、尼基·楊、科爾·桑切斯、湯姆·赫皮奇、伯特·約恩（Bert Youn）、亞子·卡斯圖埃拉和J·G·昆特爾等人擔任編劇和故事板創作。第一季播出後曾發行數張DVD，收錄了其中的部分集數。2012年7月10日首次發行完整第一季的DVD套裝，藍光套裝於2013年6月4日發行。

## 開發

### 設定和創作背景
主角是12歲的人類男孩阿寶和能夠自由伸縮變形的老皮，兩人是好友兼養兄弟，共同居住在人類文明毀滅之後的一片虛構大陸“哇賽秘境”。在哇賽秘境探險過程中，他們和泡泡糖公主、冰霸王、艾薇爾、腫泡泡公主和嗶莫等人之間發生了一系列故事。本劇中常見的劇情包含阿寶和老皮發現某些奇怪的生物，解救被冰霸王綁架的公主，或是幫助他人、與怪物戰鬥。在第一季中，阿寶經常對泡泡糖公主產生愛慕之情，但他尚不能完全理解這種感情。
影集由潘得頓·沃德開創。他在此之前曾就讀於加州藝術學院，還參與了動畫《阿嗨大冒險》的編劇及故事板創作。沃德表示這兩段經歷影響了自己創作《探險活寶》的風格。他稱作品最大的靈感來源是奇幻題材角色扮演遊戲龍與地下城。他在創作中也吸收了宮崎駿電影《龍貓》作為靈感來源之一，將動畫中的隱含幽默和「美好的瞬間」結合起來，力求營造每個年齡段都能欣賞的作品。沃德在創作中還受到《私家電影》和《專業治療師卡茨博士》兩部動畫的啓發，他稱這兩部作品「讓人放鬆」，尤其是其中的對白「感覺自然，不過分也沒有刺耳的卡通色彩」，對自己的作品有重要的影響。沃德認為《探險活寶》屬於「黑暗喜劇」，稱自己喜愛黑暗喜劇「歡樂和恐怖並存的感覺」，認為劇中包含了大量「矛盾的情感」，「提心弔膽的同時又令人開心」。
為了塑造角色的真實感，沃德在創作中盡力避免誇張卡通化的肢體鬧劇。動畫中雖然存在魔法的元素，但他在創作時也確保人物和世界觀都遵循特定的邏輯，世界觀中的物理特徵也保持前後一致。影集執行製片人弗雷德·塞伯特認為作品的動畫風格類似馬克斯·弗萊捨爾的作品和多部菲力貓動畫，作品的世界觀也受到電子遊戲的啓發。
背景設定在人類文明毀滅後的世界，沃德稱其中靈感來自電影。但他表示最初計劃中，哇賽秘境僅有魔幻色彩而沒有末世風格。直到第8集〈怪怪生意人〉中，一座冰山浮到海面，冰山中封印了商人的僵屍，沃德稱整部影集就此轉向「後末世」風格，製作團隊於是「順其自然」。沃德認為動畫的設定「表面是糖果世界，內部卻是黑暗」，稱這正是這種設定使得作品「有趣」而「引人入勝」。

### 制作

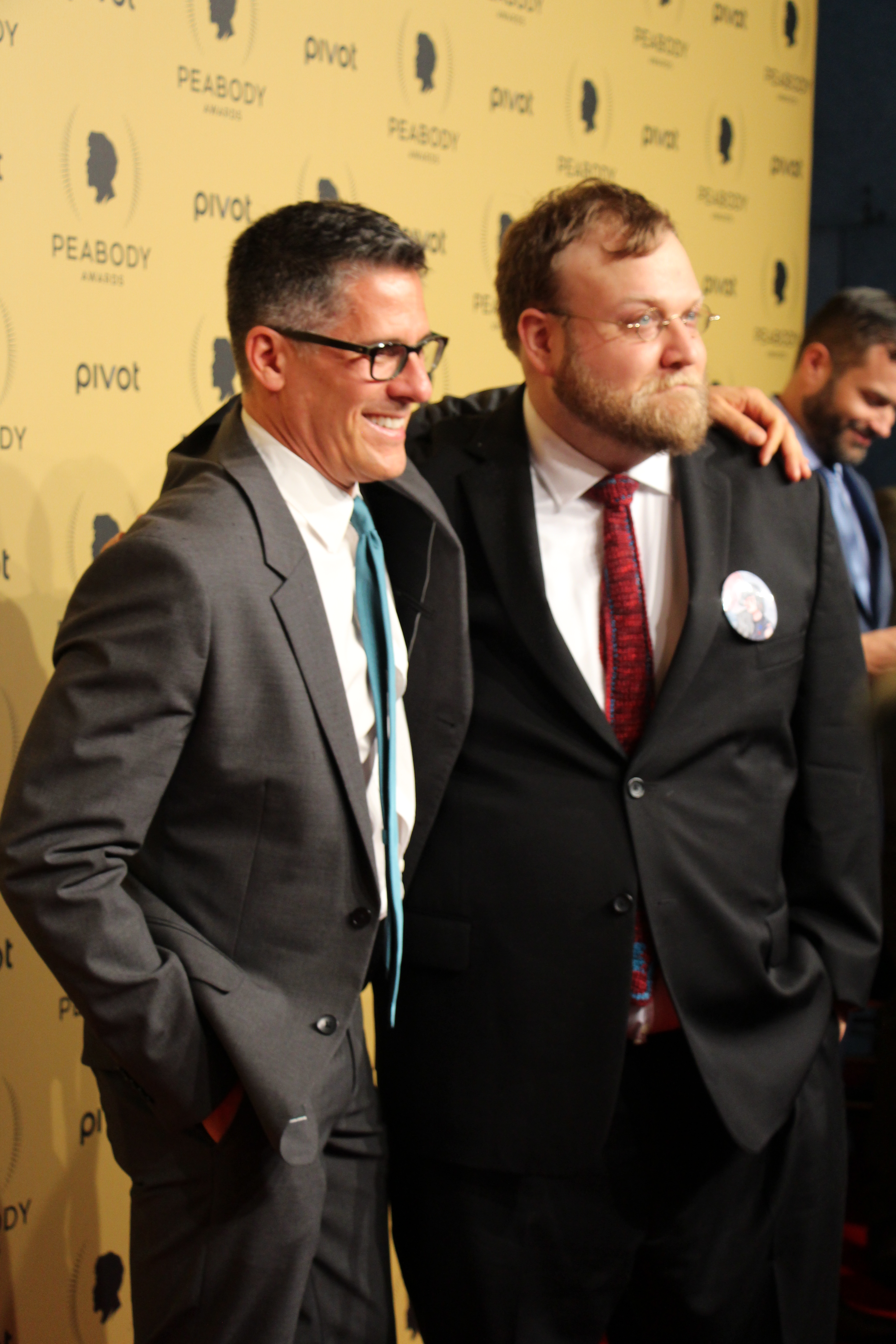
卡通频道副总裁兼节目内容总监罗伯·索尔彻（左）与《探險活寶》主创潘得頓·沃德（右）

《探險活寶》最初只是一部6分钟长的独立短片，于2007年1月发布于YouTube，一年内即获得逾300万次播放量。次年12月在尼克卡通频道《随机卡通》中再次播出。播出后在网络上爆红。制片方弗雷德瑞特工作室之后向尼克卡通及其母频道尼克儿童推销这部作品，希望能制作成完整的动画剧集在该频道播出，但遭到其两次拒绝。工作室于是转投卡通频道。卡通频道副总裁兼节目内容总监罗伯·索尔彻认为短片中包含了“独立漫画”的“新颖”风格，力主频道接手这部作品。卡通频道希望沃德能在保留短片原有元素的同时将其扩展成完整剧集。沃德于是重新梳理了短片的理念，希望能“完整展示”整个世界观，而不仅仅是最初表现出的“学前儿童风格”。在好友帕特里克·麥克海爾和亚当·穆托的帮助下，沃德创作了一集故事板，内容是阿寶和泡泡糖公主约会共进意大利面。但卡通频道对这一集并不满意，要求他重新创作。沃德于是创作出〈英雄寶典〉一集的故事板，尽量还原了最初短片中的元素，获得频道的认可。卡通频道随后于2008年9月同意制作第一季，为这一季安排了13个半小时档，总计时长6.5小时。〈英雄寶典〉也成为第一季各集中最先投入制作的。卡通频道原计划在2009年圣诞节之前播出剧集，因此迅速开始制作，但各方的最初构想不一，创作过程因此耗时超过预期。影集由卡通频道工作室和弗雷德瑞特工作室共同制作。
一般情况下，电视剧集在制作过程中会按照频道主管的要求调整团队人员，但卡通频道允许这一部动画的制作人员按需求自由组建团队。团队也无需向频道主管介绍文字剧本，可以直接“通过故事板和短片”交流。罗伯·索尔彻称这一团队的重点“主要是图像视觉”，类似的交流方式能“切实地完成工作”。沃德于是迅速组建了故事板创作团队，其中大部分成员是在网络上找到的“缺乏经验的年轻人”。卡通频道担心团队成员经验不足，派遣了曾参与《海绵宝宝》制作的三位动画老手帮助沃德及其团队完成创作：德瑞克·德莱蒙（Derek Drymon）任本剧第一季执行制片，梅里韦瑟·威廉姆斯（Merriwether Williams）任本剧前两季首席剧本编审，尼克·詹宁斯长期任本剧艺术指导。《阿嗨大冒險》主创色洛普·范·奥尔曼也曾任本剧制片总监，为前两季提供指导。
《探險活寶》的创作过程以故事板创作为主导，不写文字剧本。每一集首先根据编剧的构思创作二至三页的剧本大纲，涵盖剧情的主要信息。随后交给故事板团队根据大纲完善故事，撰写对白，绘制故事板，将大纲扩充为完整的故事情节。故事板完成后交给制作人和卡通频道，根据其建议修改，然后进行配音。团队之后会完成润色、背景设计和上色工作，最后由韩国首尔的草稿工作室（Rough Draft Studio）或塞罗动画工作室（音译）制作动画效果。动画制作完成后送回美国作最后的修改，增添音效，补充配音。本季中故事板创作和编剧团队的主要成员有：亚当·穆托、伊丽莎白·伊托（Elizabeth Ito）、潘德顿·沃德、肖恩·希门尼斯（Sean Jimenez）、帕特里克·麦克海尔、路德·麦克劳林（Luther McLaurin）、阿尔缅·米尔扎延（Armen Mirzaian）、肯特·奥斯本、彼得·布朗加特、尼基·楊、科尔·桑切斯、汤姆·赫皮奇、伯特·約恩（Bert Youn）、亚子·卡斯图埃拉和J·G·昆特尔等人。其中昆特尔是沃德此前在《阿嗨大冒险》时的同事，主动提出愿帮助他创作本剧。昆特尔是〈恐懼海洋〉一集的合作编剧之一，还创作了这一集的故事板，之后便在卡通频道开创了自己的热门影集。
第一季共26集，每集约11分钟。除此之外，亦有数集已经计划创作或完成故事板创作，但最终未能完成制作播出，其中包括〈失眠兄弟〉（Brothers in Insomnia）、〈荣耀战士〉（Glorriors）和〈索罗贡的头盔〉（The Helmet of Thorogon）三集。〈失眠兄弟〉由阿尔缅·米尔扎延和路德·麦克劳林创作剧本和故事板，亚子·卡斯图埃拉修订。这一集最初已经获得频道的制作许可，是最早投入制作的集数之一，初始制作代码为692-002，但最终被删去。該集讲述了主角二人疲惫不堪，但是仍然前往树屋根部的迷你村庄帮助村民，最终因过度疲倦而麻烦重重。树根下的迷你村庄这一设定之后被用于影集的第六季第11集〈雪比和雪尼〉中。〈荣耀战士〉由乔·霍恩（Joe Horne）和道格·滕内普尔创作剧本和故事板，初始制作代码为692-004，但因制作时间不足而未能成型。这一集中，主角二人在攻击怪兽拯救他人时获得了荣耀战士的帮助，芬恩决定暂时离开杰克加入他们，但最终认识到帮助朋友比追求荣耀更重要。〈索罗贡的头盔〉由沃德、穆托和麦克海尔等人编写剧情大纲，初始制作代码为692-008。艺术家Ghostshrimp为其设计了数张背景，但尚未创作故事板即遭删除。这一集讲述了芬恩为了闻到一片花田的香气，和杰克一起去寻找索罗贡的头盔，但最终芬恩希望和杰克完成更伟大的历险，选择了一把剑而放弃了头盔。之后，弗雷德·塞伯特在Scribd上公开了〈失眠兄弟〉〈荣耀战士〉两集的故事板和〈索罗贡的头盔〉的剧本大纲。此外，最初的第一季第6集在制作过程中被删除，之后增加了〈你做了什麼好事〉一集。尽管第一季只有26集，但工作室将这一集的制作代码编为692-027，而原始的第6集代码692-006就此空缺。部分媒体因此将692-006的代码误植给〈你做了什麼好事〉一集。

## 主要演員
參與本劇配音的演員中有諸多經驗豐富的老牌配音員，包括約翰·迪·馬吉歐（飾演老皮等角色）、湯姆·肯尼（飾演冰霸王等角色）以及海登·沃爾什（飾演泡泡糖公主）。還啓用了一批年輕配音員，包括飾演阿寶的傑里米·沙達和飾演艾薇爾的奧莉薇亞·奧爾森。創作團隊也有成員參與了配音。沃德本人在劇中飾演腫泡泡公主，故事板創作團隊成員尼基·楊在劇中飾演機器人嗶莫，並以韓語為傑克的女友彩虹姐姐配音。沃德還邀請了自己母親貝蒂·沃德（Bettie Ward）的好友波莉·露·利文斯頓（Polly Lou Livingston），為劇中形象類似老奶奶的樹鼻妹配音。配音時，劇組成員會聚在一起共同完成錄音，而非像其他動畫一樣每人單獨錄制自己的台詞再剪輯到一起。沃爾什曾表示劇集的錄音過程「類似劇本圍讀」。這種錄音方式使得人物對白更加自然，其效果也獲得好評。
第一季中的客串演員包括馬克·漢米爾、喬治·武井、艾瑞克克·伊特拉達、安迪·米洛納基斯、克蘭西·布朗、邁克爾·多恩、凱文·邁克爾·理查森和盧·弗里基諾等人。

## 播出和反響

### 收視
2010年3月11日和18日，卡通頻道在劇集正式首播之前先後放出〈怪怪生意人〉和〈驅逐出境〉兩集的預覽。之後在4月5日正式播出第一季。當晚連播〈殭屍入侵〉和〈腫泡泡國度遇難記〉兩集，全美觀眾人數達250萬。卡通頻道的收視數據顯示，這兩集的收視人數比起前一年同一檔期上漲超過110%，其中9-14歲年齡段上漲最多，漲幅達到239%。這兩集也是第一季各集中收視最高的集數。季終集〈偷金怪〉於9月27日播出，觀眾數達到177萬。該季前10集是在半小時檔播出，每晚兩集連播。第11集起調整為11分鐘檔，每晚播出一集。

### 評價和獲獎
《探險活寶》第一季播出後獲得評論界廣泛贊譽。《洛杉磯時報》電視評論人羅伯特·羅伊德（Robert Lloyd）盛贊其包含了「一整個狂野世界」，稱這部作品類似卡通頻道動畫《愛吃鬼巧達》和《阿嗨大冒險》的姐妹作品。三者都是設定在奇幻大陸，其中人物都十分奇特，有時還有些驚悚。三部作品主角都是一個年輕男性，都有一位非同尋常但又不一定可靠的導師，在導師的指引下探索世界。羅伊德認為《探險活寶》與卡通頻道作品也有相似之處，但與之相比，《探險活寶》「更加黑暗」，「與現實世界的聯繫也更少」。他還稱這部動畫像是動畫史上早期「樂於給艱難的生活帶來各種不同」的作品。
第一季DVD於2012年發行，評論界同樣對此給予正面評價。但亦有評論人對發行商不發行藍光套裝表示不滿。《連線》雜誌稱其「正如預期一樣奇妙」，尤其贊揚了DVD套裝中的附加內容。評論網站IGN作者R·L·謝弗（R. L. Shaffer）給第一季DVD打出了7分（滿分10分）的評價，其中影集內容獲得9分，DVD附加內容獲得8分，而影片和音頻質量分別僅有5分和6分。謝弗稱這一季自始至終都十分「新奇」、「有趣」，但也坦承其「狂野的幽默感」並非所有人都能欣賞。他稱這部動畫是「罕見的享受」，可以「不斷重復觀看」，「越看越有趣」。但他對DVD的影片質量給出負面評價，認為碟片中收錄內容過多導致壓縮質量不佳，圖像色彩和音頻都難以令人滿意。謝弗尤其稱未發行藍光版是一個「遺憾」。家庭視頻網站DVD Talk評論人泰勒·福斯特（Tyler Foster）「極力推薦」這一季，稱其「爆發出想象力、愉悅和荒誕的幽默感」，不僅吸引了兒童，也受到成年人的歡迎。他尤其稱贊了劇集的角色設計，認為第一季最亮眼的角色是寒黑心和艾薇爾兩人。他在評論中稱「很難選出哪一集相對較差」，「即使是（這一季中）相對較差的集數也是設計精良，總有一兩個精彩的段子。」
在2010年的第62屆黃金時段艾美獎中，《探險活寶》憑借〈最愛的兩個人〉一集被「最佳短篇動畫節目」的提名，但最終未能獲獎。

## 集數
| 總集數 | 集數 （季） | 標題                                        | 導演          | 編劇和分鏡創作                            | 首播日期      | 製作 代碼 | 美國收視人數 （百萬） |
| --- | ----------- | ------------------------------------------- | ------------- | ----------------------------------------- | ------------- | --------- | --------------------- |
| 1 | 1           | 殭屍入侵 Slumber Party Panic                | 賴瑞·萊奇力特 | 伊麗莎白·伊托、亞當·穆托                  | 2010年4月5日  | 692-009   | 2.50                  |
| 阿寶（傑里米·沙達配音）和泡泡糖公主（海登·沃爾什配音）意外造出了糖果人僵屍大軍，二人必須保護糖果王國不受這群僵屍的破壞。阿寶還許下了「皇家誓言」，違背誓言將面臨嚴重後果。最終兩人成功抵御了僵屍入侵。                                             |             |                                             |               |                                           |               |           |                       |
| 2 | 2           | 腫泡泡國度遇難記 Trouble in Lumpy Space     | 賴瑞·萊奇力特 | 伊莉莎白·伊托、亞當·穆托                  | 2010年4月5日  | 692-015   | 2.50                  |
| 老皮（約翰·迪·馬吉歐配音）在泡泡糖公主的茶會上被腫泡泡公主（潘得頓·沃德配音）咬傷中毒，於是阿寶和老皮在團塊塊公主的帶領下進入腫泡泡國度尋找解藥。阿寶在這裡找到解藥，還參加了腫泡泡國度的每周舞會。                                                |             |                                             |               |                                           |               |           |                       |
| 3 | 3           | 愛的囚犯 Prisoners of Love                  | 賴瑞·萊奇力特 | 亞當·穆托、潘得頓·沃德                    | 2010年4月12日 | 692-005   | 1.85                  |
| 阿寶和老皮發現冰霸王（湯姆·肯尼配音）綁架了一群公主作他的新娘，於是和公主們一起合作逃生。 |             |                                             |               |                                           |               |           |                       |
| 4 | 4           | 樹鼻妹 Tree Trunks                          | 賴瑞·萊奇力特 | 肖恩·希門尼斯、伯特·約恩                  | 2010年4月12日 | 692-016   | 1.85                  |
| 阿寶和老皮為了滿足樹鼻妹（波莉·露·利文斯頓配音）的願望，帶她去邪惡黑暗森林尋找「水晶寶石蘋果」。三人在森林中擊敗重重怪物，最終找到蘋果。小樹象吃下了蘋果後，爆炸消失進入水晶空間。                                                                 |             |                                             |               |                                           |               |           |                       |
| 5 | 5           | 英雄寶典 The Enchiridion!                   | 賴瑞·萊奇力特 | 帕特里克·麥克海爾、亞當·穆托、潘得頓·沃德 | 2010年4月19日 | 692-001   | 2.10                  |
| 泡泡糖公主向阿寶介紹了傳說中的「英雄寶典」，他為了證明自己是心懷正義的英雄，和老皮一起踏上尋找這部書的徵程。在經歷層層考驗和磨難後，阿寶終於獲得了這部神奇的書。                                                                                   |             |                                             |               |                                           |               |           |                       |
| 6 | 6           | 搖擺小子 The Jiggler                        | 賴瑞·萊奇力特 | 路德·麥克勞林、阿爾緬·米爾扎延            | 2010年4月19日 | 692-011   | 2.10                  |
| 阿寶的電音歌聲吸引到一隻神奇的生物。它跟隨二人回到家中，成為了他們的寵物。然而不久之後，它開始生病，阿寶和老皮意識到它需要母親的關愛，於是把它送回巢中。                                                                                           |             |                                             |               |                                           |               |           |                       |
| 7 | 7           | 寒黑心 Ricardio the Heart Guy               | 賴瑞·萊奇力特 | 肖恩·希門尼斯、伯特·約恩                  | 2010年4月26日 | 692-007   | 1.91                  |
| 泡泡糖公主結識了新的朋友心臟人寒黑心（喬治·武井配音），阿寶認為他心懷不軌，隨後發現他是冰霸王的心臟，接近公主是為了和她的心臟「親熱」。最終阿寶和老皮聯手將他擊敗，冰霸王將寒黑心強行收回。                                                        |             |                                             |               |                                           |               |           |                       |
| 8 | 8           | 怪怪生意人 Business Time                    | 賴瑞·萊奇力特 | 路德·麥克勞林、阿爾緬·米爾扎延            | 2010年4月26日 | 692-014   | 1.91                  |
| 阿寶和老皮在海邊解救了一群被封印在冰山中的商人，隨後開始犯懶，把探險的任務交給這些商人去做。最終發現這些商人只追求高效，卻對他人造成了傷害，於是把他們又凍在冰山裡送走了。                                                                         |             |                                             |               |                                           |               |           |                       |
| 9 | 9           | 最愛的兩個人 My Two Favorite People         | 賴瑞·萊奇力特 | 肯特·奧斯本、潘得頓·沃德                  | 2010年5月3日  | 692-004   | 1.65                  |
| 老皮一邊要和阿寶一起探險，一邊要陪自己的女友彩虹姐姐（尼基·楊配音），來回奔波力不從心，於是介紹阿寶和彩虹姐姐認識，希望兩人能多在一起玩耍。阿寶和彩虹姐姐很快熟悉，關係越發親密，但老皮卻開始嫉妒他們。                                            |             |                                             |               |                                           |               |           |                       |
| 10 | 10          | 便便山的回憶 Memories of Boom Boom Mountain | 賴瑞·萊奇力特 | 肖恩·希門尼斯、伯特·約恩                  | 2010年5月3日  | 692-010   | 1.65                  |
| 阿寶和村民一起打鬧，但旁邊的一座山看到暴力場景就會哭泣。阿寶為了安慰他，解決了層出不窮的問題。他還講述了自己兒時的遭遇和被老皮父母收養的經歷，下決心要幫助每個需要幫助的人。                                                                       |             |                                             |               |                                           |               |           |                       |
| 11 | 11          | 巫師特訓 Wizard                             | 賴瑞·萊奇力特 | 彼得·布朗加特、亞當·穆托、伯特·約恩       | 2010年5月10日 | 692-020   | 1.82                  |
| 阿寶和老皮受到一個骷髏人誘惑，去學習免費的魔法課程。兩人經歷各種艱難的考驗後成為了巫師，但發現自己被騙，不得不永遠困在這裡，用學會的魔法阻止小行星的撞擊。阿寶不甘於此，決定另辟蹊徑，逃離了陷阱同時阻止了災難的發生。                             |             |                                             |               |                                           |               |           |                       |
| 12 | 12          | 驅逐出境 Evicted!                           | 賴瑞·萊奇力特 | 肖恩·希門尼斯、伯特·約恩                  | 2010年5月17日 | 692-003   | 1.88                  |
| 阿寶和老皮碰到了艾薇爾（奧莉薇亞·奧爾森配音），她稱他們住的樹屋是她的地盤。兩人被趕出家門，在別處尋找新的住處卻四處碰壁。艾薇爾最後稱他們很酷，之前趕他們走只是為了捉弄他們，然後將樹屋送給二人當作禮物。                                          |             |                                             |               |                                           |               |           |                       |
| 13 | 13          | 小偷之城 City of Thieves                    | 賴瑞·萊奇力特 | 肖恩·希門尼斯、伯特·約恩                  | 2010年5月24日 | 692-012   | 1.83                  |
| 阿寶和老皮為了幫助一個小女孩佩妮尋找被偷的花籃，進入了小偷之城。凡是進入這座城市的人最終都會變成小偷，兩人在其中努力保持內心純潔不偷東西，卻發現已經上了佩妮的當。                                                                                 |             |                                             |               |                                           |               |           |                       |
| 14 | 14          | 巫婆的花園 The Witch's Garden               | 賴瑞·萊奇力特 | 亞當·穆托、肯特·奧斯本、尼基·楊           | 2010年6月7日  | 692-022   | 1.81                  |
| 老皮吃了女巫的甜甜圈，激怒了她，魔法能力被她奪走，於是喪失了探險的動力。阿寶帶他一起想重新找回能力，卻被一條骷髏美人魚抓走。老皮為瞭解救他只得找女巫道歉，請她還回自己的能力。                                                                     |             |                                             |               |                                           |               |           |                       |
| 15 | 15          | 惡作劇人生 What Is Life?                    | 賴瑞·萊奇力特 | 路德·麥克勞林、阿爾緬·米爾扎延            | 2010年6月14日 | 692-017   | 1.64                  |
| 阿寶為了報復老皮的惡作劇，製造了一個能夠不停扔派的機器人砸不停（安迪·米洛納基斯配音）。砸不停被冰霸王的閃電擊中獲得了生命，冰霸王於是認為他是自己的兒子。他在阿寶和冰霸王兩人之間難以抉擇，最終選擇和阿寶在一起。                                  |             |                                             |               |                                           |               |           |                       |
| 16 | 16          | 恐懼海洋 Ocean of Fear                      | 賴瑞·萊奇力特 | J·G·昆特爾、科爾·桑切斯                   | 2010年6月21日 | 692-025   | 2.00                  |
| 阿寶和老皮一起在海邊玩耍時，意識到自己害怕海洋。阿寶的恐懼化成幽靈（馬克·哈米爾配音）嘲諷他，老皮決定幫助他克服恐懼，帶他乘潛艇深入海中卻遇到危險。阿寶為了拯救老皮，把自己打暈沈入海底。上岸後對恐懼有了新的認識。                                |             |                                             |               |                                           |               |           |                       |
| 17 | 17          | 落跑新娘 When Wedding Bells Thaw            | 賴瑞·萊奇力特 | 肯特·奥斯本、尼基·楊                      | 2010年6月28日 | 692-013   | 1.92                  |
| 冰霸王稱自己改邪歸正不再綁架公主，要和一個公主結婚。他說服阿寶和老皮為他舉辦一個單身聚會。兩人在婚禮上發現新娘遭到了冰霸王的詛咒才被迫嫁給他，於是聯手解救了她。                                                                                   |             |                                             |               |                                           |               |           |                       |
| 18 | 18          | 勇闖地牢 Dungeon                            | 賴瑞·萊奇力特 | 伊麗莎白·伊托、亞當·穆托                  | 2010年7月12日 | 692-023   | 2.48                  |
| 阿寶不顧泡泡糖公主的禁令，堅持要去地下城中探險，卻和老皮發生了爭執。阿寶打賭自己能獨立完成探險，在11分鐘之內拿到水晶之眼。兩人在獨立探險的過程中發現只有需要對方的合作才能完成，最終重歸於好，找到寶物但遭遇不測，只能靠憤怒的泡泡糖公主解救出來。 |             |                                             |               |                                           |               |           |                       |
| 19 | 19          | 核果公爵 The Duke                           | 賴瑞·萊奇力特 | 伊麗莎白·伊托、亞當·穆托                  | 2010年7月19日 | 692-019   | 1.84                  |
| 阿寶意外把泡泡糖公主變成了綠色禿頂的醜陋樣子，但泡泡糖公主誤認為是核果公爵所為，命阿寶去捉拿他。阿寶不敢向公主承認，又不想冤枉公爵，進退兩難。他瞭解到公爵因患有布丁缺乏症而遭到公主誤解，於是導演了一齣戲碼解決危機，但最終還是向公主坦白。           |             |                                             |               |                                           |               |           |                       |
| 20 | 20          | 怪咖城 Freak City                           | 賴瑞·萊奇力特 | 湯姆·赫皮奇、潘得頓·沃德                  | 2010年7月26日 | 692-008   | 2.03                  |
| 阿寶被魔法哥（湯姆·肯尼配音）變成一隻腳，遇到種種困難，後來遇到一群相同遭遇的人，他們都被魔法哥變成了身體的一部分。這些人聯手組成了完整的身體，想要戰勝魔法哥。魔法哥想讓阿寶明白有些壞人不值得幫助，隨後把他們變回原形。                          |             |                                             |               |                                           |               |           |                       |
| 21 | 21          | 惡霸阿綠 Donny                              | 賴瑞·萊奇力特 | 亞當·穆托、肯特·奧斯本、尼基·楊           | 2010年8月9日  | 692-018   | 待公布                |
| 阿寶和老皮遇到了總是欺負房子人的巨魔阿綠（凱文·邁克爾·理查森配音），決定解救房子人，幫助阿綠改過自新。但阿綠變得善良後，當地的生態平衡出現混亂，狼人開始破壞房子人。兩人最終送他回到原來的地方，把他又變回了惡霸，恢復了生態平衡。                 |             |                                             |               |                                           |               |           |                       |
| 22 | 22          | 吸血鬼跟班 Henchman                         | 賴瑞·萊奇力特 | 路德·麥克勞林、科爾·桑切斯                | 2010年8月23日 | 692-021   | 2.17                  |
| 阿寶為了幫助一個老人，成為了艾薇爾的新任跟班。艾薇爾決定捉弄他，讓他去做表面上邪惡但實際上無害的事。不明真相的老皮為整救阿寶，最終戰勝了自己對吸血鬼的恐懼，攻擊了艾薇爾。阿寶幫助艾薇爾逃脫老皮的襲擊，兩人成為好友。                             |             |                                             |               |                                           |               |           |                       |
| 23 | 23          | 下雨天的白日梦 Rainy Day Daydream           | 賴瑞·萊奇力特 | 潘得頓·沃德                               | 2010年9月6日  | 692-002   | 2.17                  |
| 阿寶和老皮被室外的刀劍雨困在家中，只能靠想象娛樂。阿寶發現老皮能讓想象變得栩栩如生，引發了各種混亂。兩人努力克服重重困難關掉老皮的想象力，卻發現他變成了無聊的人，阿寶於是又將他的想象力重新打開。                                                 |             |                                             |               |                                           |               |           |                       |
| 24 | 24          | 你做了什麼好事 What Have You Done?          | 賴瑞·萊奇力特 | 伊麗莎白·伊托、亞當·穆托                  | 2010年9月13日 | 692-027   | 1.89                  |
| 泡泡糖公主命令阿寶和老皮逮捕冰霸王，但沒有告訴他們他犯了什麼罪。兩人在審訊冰霸王時發現他是無辜的，決定輓回錯誤。公主也坦白逮捕他是為了獲得他的哀嚎，以治療民眾的疾病。阿寶和老皮於是採用了自己的方法獲得冰霸王的嚎叫聲。                           |             |                                             |               |                                           |               |           |                       |
| 25 | 25          | 英雄本色 His Hero                           | 賴瑞·萊奇力特 | 亞當·穆托、肯特·奧斯本、尼基·楊           | 2010年9月20日 | 692-026   | 1.83                  |
| 阿寶遇到了自己的偶像——英雄大隻佬（盧·弗里基諾配音）。大隻佬勸說二人以非暴力的方式幫助他人，阿寶和老皮嘗試後發現困難重重。最終兩人告訴大隻佬要懲奸除惡有時必須使用暴力。                                                                            |             |                                             |               |                                           |               |           |                       |
| 26 | 26          | 偷金怪 Gut Grinder                          | 賴瑞·萊奇力特 | 亞子·卡斯圖埃拉、伯特·約恩                | 2010年9月27日 | 692-024   | 1.77                  |
| 一隻偷金怪四處肆虐，偷盜村莊的黃金，阿寶和老皮決定抓捕他為村民尋回正義。在找尋的途中，老皮逐漸懷疑自己可能就是偷金怪，擔心自己是在犯下罪行後忘記了所作所為。最終兩人找到真正的偷金怪，老皮擊敗了他，村民也拿回了自己的黃金。                       |             |                                             |               |                                           |               |           |                       |

## 影碟發行
《探險活寶》第一季和第二季播出後，華納家庭娛樂發行了數套DVD，收錄了兩季中的部分集數。除在卡通頻道官方商店銷售之外，iTunes Store和亞馬遜也提供了第一季全集供觀眾下載。

### 季度完整版
2012年7月10日，卡通頻道首次發行第一季的完整版DVD套裝，收錄了本季全26集和額外的附加內容。發行當月售出超過15.1萬套。藍光套裝隨後於2013年6月4日發行。
| 《探險活寶》第一季完整版                                         |                                                                  | | | | | | |
| 影碟詳情                                                         | 影碟詳情                                                         | 特色附贈 | 特色附贈 | 特色附贈 | 特色附贈 | 特色附贈 | 特色附贈 |
| - 全部26集 - 2碟套裝 - 1.78:1 寬高比 - 英文字幕 - 英語杜比立體聲 | - 全部26集 - 2碟套裝 - 1.78:1 寬高比 - 英文字幕 - 英語杜比立體聲 | - 演員、編劇和製作人錄制的4集評論音軌： 〈腫泡泡國度遇難記〉、〈愛的囚犯〉、〈寒黑心〉、〈樹鼻妹〉 - 4集幕後動畫製作過程，帶評論音軌： 〈殭屍入侵〉、〈英雄寶典〉、〈勇闖地牢〉、〈下雨天的白日梦〉 - 《幕後短片》（） - 《幕後短片的幕後短片》（） - 《卡西和蒂姆的「探險活寶」音樂短片》（） - 《音樂錄影帶》（） - 短片〈魔杖〉（） | - 演員、編劇和製作人錄制的4集評論音軌： 〈腫泡泡國度遇難記〉、〈愛的囚犯〉、〈寒黑心〉、〈樹鼻妹〉 - 4集幕後動畫製作過程，帶評論音軌： 〈殭屍入侵〉、〈英雄寶典〉、〈勇闖地牢〉、〈下雨天的白日梦〉 - 《幕後短片》（） - 《幕後短片的幕後短片》（） - 《卡西和蒂姆的「探險活寶」音樂短片》（） - 《音樂錄影帶》（） - 短片〈魔杖〉（） | - 演員、編劇和製作人錄制的4集評論音軌： 〈腫泡泡國度遇難記〉、〈愛的囚犯〉、〈寒黑心〉、〈樹鼻妹〉 - 4集幕後動畫製作過程，帶評論音軌： 〈殭屍入侵〉、〈英雄寶典〉、〈勇闖地牢〉、〈下雨天的白日梦〉 - 《幕後短片》（） - 《幕後短片的幕後短片》（） - 《卡西和蒂姆的「探險活寶」音樂短片》（） - 《音樂錄影帶》（） - 短片〈魔杖〉（） | - 演員、編劇和製作人錄制的4集評論音軌： 〈腫泡泡國度遇難記〉、〈愛的囚犯〉、〈寒黑心〉、〈樹鼻妹〉 - 4集幕後動畫製作過程，帶評論音軌： 〈殭屍入侵〉、〈英雄寶典〉、〈勇闖地牢〉、〈下雨天的白日梦〉 - 《幕後短片》（） - 《幕後短片的幕後短片》（） - 《卡西和蒂姆的「探險活寶」音樂短片》（） - 《音樂錄影帶》（） - 短片〈魔杖〉（） | - 演員、編劇和製作人錄制的4集評論音軌： 〈腫泡泡國度遇難記〉、〈愛的囚犯〉、〈寒黑心〉、〈樹鼻妹〉 - 4集幕後動畫製作過程，帶評論音軌： 〈殭屍入侵〉、〈英雄寶典〉、〈勇闖地牢〉、〈下雨天的白日梦〉 - 《幕後短片》（） - 《幕後短片的幕後短片》（） - 《卡西和蒂姆的「探險活寶」音樂短片》（） - 《音樂錄影帶》（） - 短片〈魔杖〉（） | - 演員、編劇和製作人錄制的4集評論音軌： 〈腫泡泡國度遇難記〉、〈愛的囚犯〉、〈寒黑心〉、〈樹鼻妹〉 - 4集幕後動畫製作過程，帶評論音軌： 〈殭屍入侵〉、〈英雄寶典〉、〈勇闖地牢〉、〈下雨天的白日梦〉 - 《幕後短片》（） - 《幕後短片的幕後短片》（） - 《卡西和蒂姆的「探險活寶」音樂短片》（） - 《音樂錄影帶》（） - 短片〈魔杖〉（） |
| DVD                                                              | DVD                                                              | 區域1 | 區域1 | 區域2 | 區域2 | 區域4 | 區域4 |
| 發行日期                                                         | 發行日期                                                         | 2012年7月10日 | 2012年7月10日 | 2013年12月9日 | 2013年12月9日 | 2012年11月17日 | 2012年11月17日 |
| 藍光影碟                                                         | 藍光影碟                                                         | A區 | A區 | A區 | B區 | B區 | B區 |
| 發行日期                                                         | 發行日期                                                         | 2013年6月4日 | 2013年6月4日 | 2013年6月4日 | 不適用 | 不適用 | 不適用 |

### 书目
- McDonnell, Chris. . Harry N. Abrams. 2014. ISBN 9781419704505.